# Юнаці
Юна́ці (болг. Юнаци) — село в Кирджалійській області Болгарії. Входить до складу общини Момчилград.

## Населення
За даними перепису населення 2011 року у селі проживали 0 осіб.
Динаміка населення: